# Атырауская областная филармония
Атырауская областная филармония имени Н. Жантурина — концертная организация в Казахстане. Открыта 15 апреля 1966 года. Первый директор Г. M. Умбетов. Фольклорный ансамбль «Атырау — Жайык» в своё время был известен в Казахстане и за рубежом. В филармонии работают заслуженные артисты Казахстана У. Карагулова, М. Торешев, лауреаты международного и республиканского конкурсов С. Жумагалиев, Ш. Жаменова, фольклорно-этнографический ансамбль «Нарын» (1998), хор мальчиков «Дарын».